# Bahnhof Ikebukuro
Der Bahnhof Ikebukuro (jap. 池袋駅, Ikebukuro-eki) ist ein Bahnhof in der japanischen Hauptstadt Tokio. Er befindet sich im Bezirk Toshima und wird gemeinsam von den Bahngesellschaften JR East, Seibu Tetsudō, Tōbu Tetsudō und Tōkyō Metro betrieben. Ikebukuro gehört zu den am meisten frequentierten Bahnhöfen des Landes. Er ist vor allem für den Pendlerverkehr von und zu den Vororten in der nördlich gelegenen Präfektur Saitama sowie dem nordwestlichen Teil der Präfektur Tokio von großer Bedeutung, während der Fernverkehr marginal ist. Die Anlage setzt sich aus einem Durchgangsbahnhof, zwei Kopfbahnhöfen und drei U-Bahnhöfen zusammen, ergänzt um weitläufige Ladenpassagen und Einkaufszentren. Mit Ikebukuro, offiziell nur der Name einiger Straßenzüge im Stadtbezirk, bezeichnet man auch das Stadtviertel um den Bahnhof herum.

## Verbindungen

### Schienenverkehr
Ikebukuro ist einer der bedeutendsten Eisenbahnknoten der Hauptstadt Tokio. Hier treffen fünf Bahnstrecken von drei Bahngesellschaften aufeinander: die Yamanote-Linie, die Saikyō-Linie und die Shōnan-Shinjuku-Linie von JR East, die Seibu Ikebukuro-Linie von Seibu Tetsudō sowie die Tōbu Tōjō-Hauptlinie von Tōbu Tetsudō. Die ringförmig rund um die gesamte Innenstadt verlaufende Yamanote-Linie gehört zu den am intensivsten genutzten Bahnstrecken der Welt; Nahverkehrszügen fahren tagsüber ungefähr alle vier Minuten, während der Hauptverkehrszeit etwa alle zweieinhalb Minuten. Hinzu kommen auf den parallel dazu verlaufenden Gleisen der früheren Yamanote-Güterlinie die Züge der Saikyō-Linie von Ōmiya nach Ōsaki (die abhängig vom Zugtyp bis nach Kawagoe oder Shin-Kiba verlängert werden), sowie die Züge der Shōnan-Shinjuku-Linie von Ōmiya nach Ōfuna. Alle 30 bis 60 Minuten verbindet der Narita Express den Flughafen Tokio-Narita mit Shibuya und Ikebukuro, wobei einzelne Züge weiter nach Ōmiya verkehren.

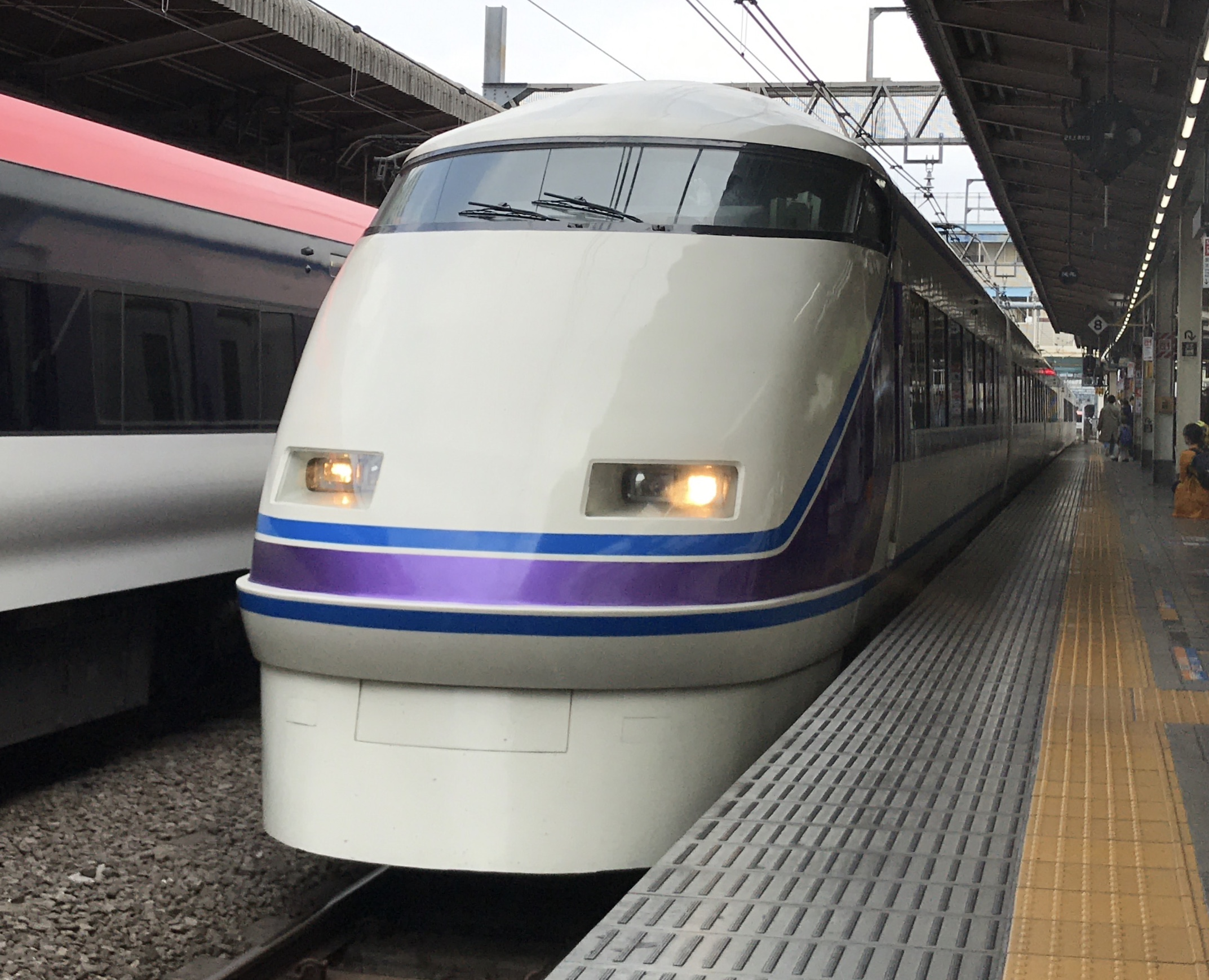
Spacia Kinugawa

JR East und Tōbu Tetsudō betreiben gemeinsam die Schnellzüge Spacia Nikkō und Spacia Kinugawa, die von Shinjuku aus viermal täglich zu den Touristenorten Nikkō und Kinugawa Onsen in der nördlich gelegenen Präfektur Tochigi fahren. Der Schnellzug Akagi von JR East verbindet Shinjuku mit Maebashi in der Präfektur Gunma und befährt dabei die Takasaki-Linie.
Ikebukuro ist der Ausgangspunkt der Seibu Ikebukuro-Linie nach Tokorozawa, Hannō und Agano. Tagsüber fahren 14 Züge stündlich, während der Hauptverkehrszeit bis zu 23. Dazu gehören Regionalzüge mit Halt an allen Stationen sowie mehrere Express-Zuggattungen, darunter der über Agano hinaus verkehrende Limited Express Chichibu nach Chichubu. Ebenfalls inbegriffen sind Züge der Seibu Toshima-Linie und der Seibu Sayama-Linie, die umsteigefreie Verbindungen von und nach Toshimaen bzw. Seibukyūjō-mae ermöglichen. Von Ikebukuro aus führt die Tōbu Tōjō-Hauptlinie in Richtung Kawagoe, Ogawamachi und Yorii. Zum Angebot gehören Regionalzüge und mehrere Arten von Expresszügen (tagsüber 16 oder 17 Züge je Stunde, während der Hauptverkehrszeit bis zu 21).

### U-Bahn und Bus
Drei U-Bahn-Linien der Gesellschaft Tōkyō Metro kreuzen sich unter dem Bahnhof Ikebukuro. Die Fukutoshin-Linie führt von Wakōshi nach Shibuya, wobei an den Linienenden Durchbindungen zur Tōbu Tōjō-Hauptlinie nach Ogawamachi und zur Tōkyū Tōyoko-Linie nach Yokohama und Motomachi-Chūkagai bestehen. Ikebukuro ist der Ausgangspunkt der Marunouchi-Linie nach Ginza, Shinjuku, Ogikubo und Hōnanchō. Die Yūrakuchō-Linie verbindet Wakōshi mit Iidabashi, Yūrakuchō und Shin-Kiba.
Ikebukuro ist ein bedeutender Knotenpunkt des lokalen und regionalen Busverkehrs, wobei sich die Haltestellen an zwei Standorten beidseits des Bahnhofs befinden. Der östliche Busbahnhof an der Hauptstraße Meiji-dōri wird von 20 Linien der Gesellschaften Toei Bus, Seibu Bus und Kokusai Kyōgyō Bus sowie von einer Quartierbuslinie des Bezirks Toshima. Der Busbahnhof an der Westseite befindet sich neben dem Ikebukuro-nishiguchi-Park. Hier verkehren weitere 20 Linien von Kokusai Kyōgyō Bus, Kantō Bus und Tōbu Bus West. Für den Fernbusverkehr bestehen zwei weitere Bereiche beidseits des Bahnhofs, von wo aus drei Dutzend Linien verschiedener Anbieten verkehren.

## Anlage

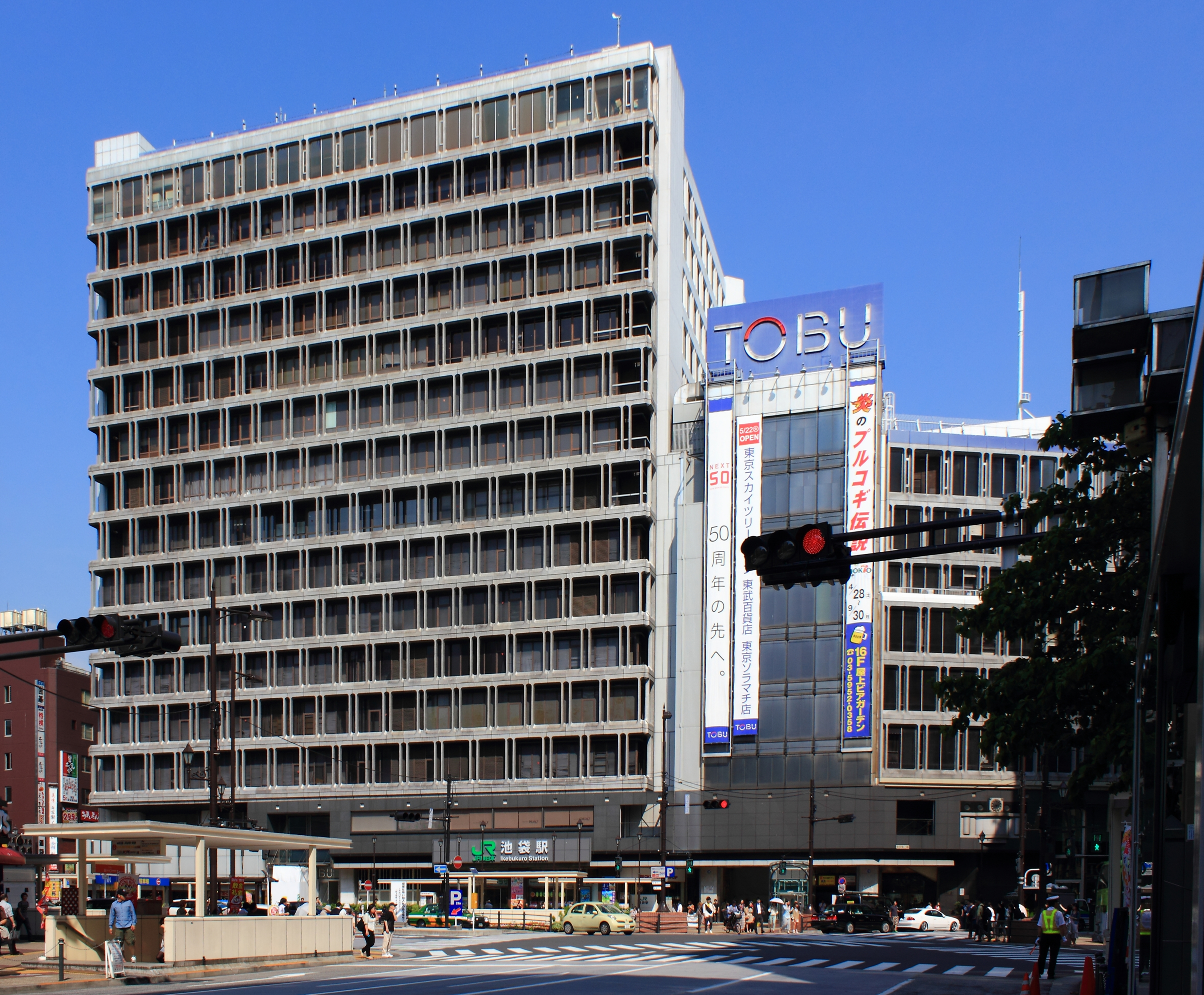
Westeingang mit Tobu-Kaufhaus

Der bedeutende Verkehrsknotenpunkt befindet sich an der Grenze zwischen den Stadtteilen Nishi-Ikebukuro im Westen und Minami-Ikebukuro im Osten, die unter dem Namen Ikebukuro zusammengefasst werden und beide zum Bezirk Toshima gehören. Ikebukuro ist ein innerstädtisches Geschäfts- und Bürozentrum, das prägende Bauwerk der Skyline ist der Wolkenkratzer Sunshine 60 im nahe gelegenen Gebäudekomplex Sunshine City auf der Ostseite. Das Gebiet zwischen dem Bahnhof und der Sunshine City ist von großen Kaufhäusern geprägt (darunter Bic Camera, Yamada Denki, Animate, Uniqlo und GU). Rund um den Bahnhof sind mehrere bedeutende Bildungseinrichtungen zu finden, darunter der Rikkyō-Universität, der Musikhochschule Tokio und der Tōkyō Fukushi Daigaku. Der eigentliche Bahnhof ist von außen nicht einsehbar, da er auf beiden Seiten von großen Kaufhäusern (Depāto) umrahmt ist. Auf der Ostseite steht der Seibu Department Store der Seibu Holdings. Das zwölfgeschossige Gebäude ist die Hauptfiliale dieser Einzelhandelskette. Dort sind Waren und Dienstleistungen aller Art zu finden, ebenso 26 Restaurants. Daran angebaut ist das Ikebukuro PARCO. In den Westeingang integriert ist der zur Tōbu Group gehörende Tobu Department Store Ikebukuro mit 15 Stockwerken und 46 Restaurants; es handelt sich um eine der größten Einrichtungen dieser Art in Tokio. In dessen unmittelbarer Nachbarschaft ist das Kaufhaus Lumine zu finden. Im Gegensatz zu anderen Tokioter Bahnhöfen sind die unterirdischen Passagen in Ikebukuro relativ einfach strukturiert und gleichen von der Form her dem japanischen Schriftzeichen 田. Hier gibt es zahlreiche weitere Läden und Dienstleistungen.
Die Anlage ist von Norden nach Süden ausgerichtet und umfasst 15 Gleise. Sie besteht aus drei Hauptteilen: dem Bahnhof von Tōbu Tetsudō im Westen (drei Gleise), dem Bahnhof von JR East in der Mitte (acht Gleise) und dem Bahnhof von Seibu Tetsudō im Osten (vier Gleise). Alle werden durch die unterirdischen Passagen miteinander sowie mit den Kaufhäusern in der Nachbarschaft verbunden. Von den Passagen aus sind auch die drei U-Bahnhöfe erreichbar, die alle von Westen nach Osten ausgerichtet sind.
Im Fiskaljahr 2019 nutzten durchschnittlich 1.320.628 Fahrgäste täglich den Bahnhof. Davon entfielen 558.623 auf JR East, 245.027 auf Seibu Tetsudō, 238.254 auf Tōbu Tetsudō und 278.724 auf Tōkyō Metro. Rechnet man neben den einsteigenden auch die aussteigenden Fahrgäste hinzu, so wird der Bahnhof täglich von rund 2,64 Millionen Personen frequentiert; damit ist er nach Shinjuku und Shibuya der am dritthäufigsten genutzte Bahnhof des Landes.

## Gleise

### JR East

Gleisplan JR East

Der größte Teil wird vom Bahnhofsteil der JR East eingenommen. Er besteht aus acht Gleisen auf einem Viadukt, die an vier vollständig überdachten und mit Bahnsteigtüren ausgestatteten Mittelbahnsteigen liegen. Hier verkehren Züge der Saikyō-Linie und der Shōnan-Shinjuku-Linie (je ein Bahnsteig) sowie der Yamanote-Linie (zwei Bahnsteige). Bis in die frühen 1980er Jahre herrschte auf den Gleisen der Saikyō-Linie und der Shōnan-Shinjuku-Linie (1 bis 4) ein reger Güterverkehr, zumal diese damals noch keine Bahnsteige besaßen.
| 1   | ▉ Saikyō-Linie          | Shinjuku • Shibuya • Ōsaki • (Rinkai-Linie / Sōtetsu-Hauptlinie) |
| 2/3 | ▉ Shōnan-Shinjuku-Linie | Shinjuku • Yokohama • Ōfuna • Odawara • Zushi                    |
| 2/3 | ▉ Shōnan-Shinjuku-Linie | Ōmiya • Utsunomiya / Takasaki                                    |
| 3   | ▉ Spacia (Tōbu Tetsudō) | Tōbu-Nikkō / Kinugawa-Onsen                                      |
| 4   | ▉ Saikyō-Linie          | Akabane • Urawa • Ōmiya • Kawagoe                                |
| 5/6 | ▉ Yamanote-Linie        | Shinjuku • Shibuya • Shinagawa                                   |
| 7/8 | ▉ Yamanote-Linie        | Tabata • Ueno • Tokio                                            |

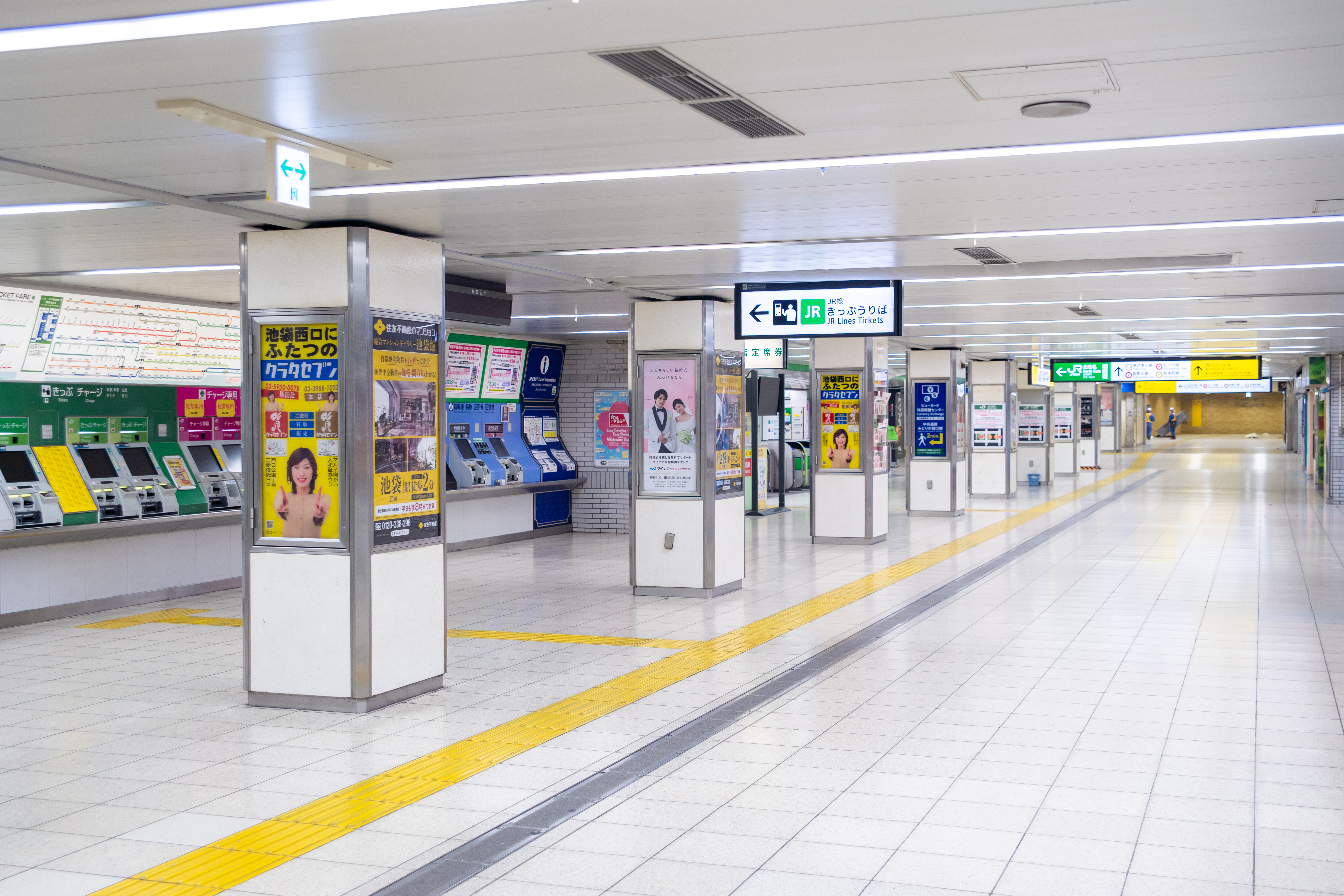
Unterirdische Passage beim JR-East-Bahnhofteil
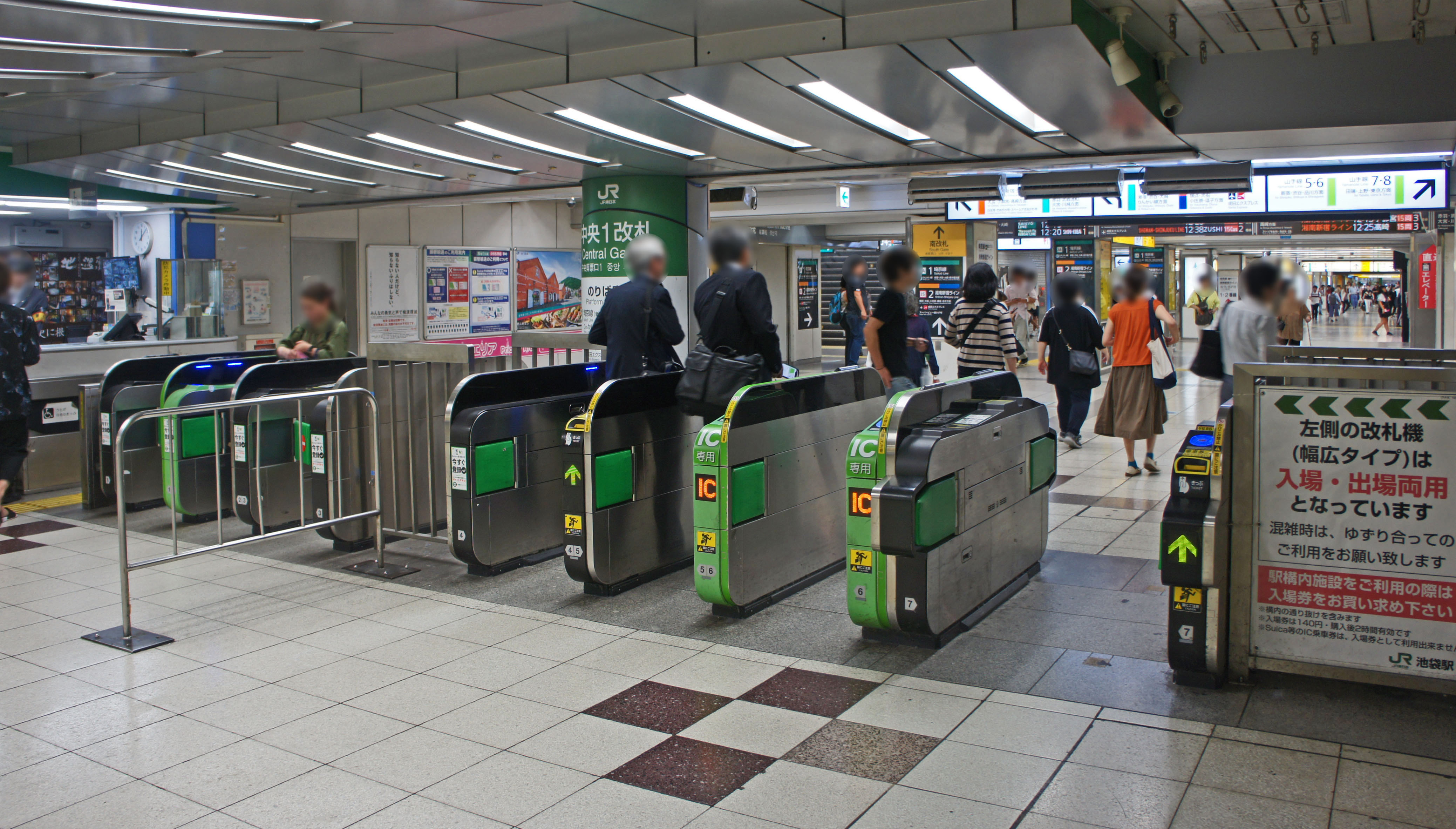
Bahnsteigsperre
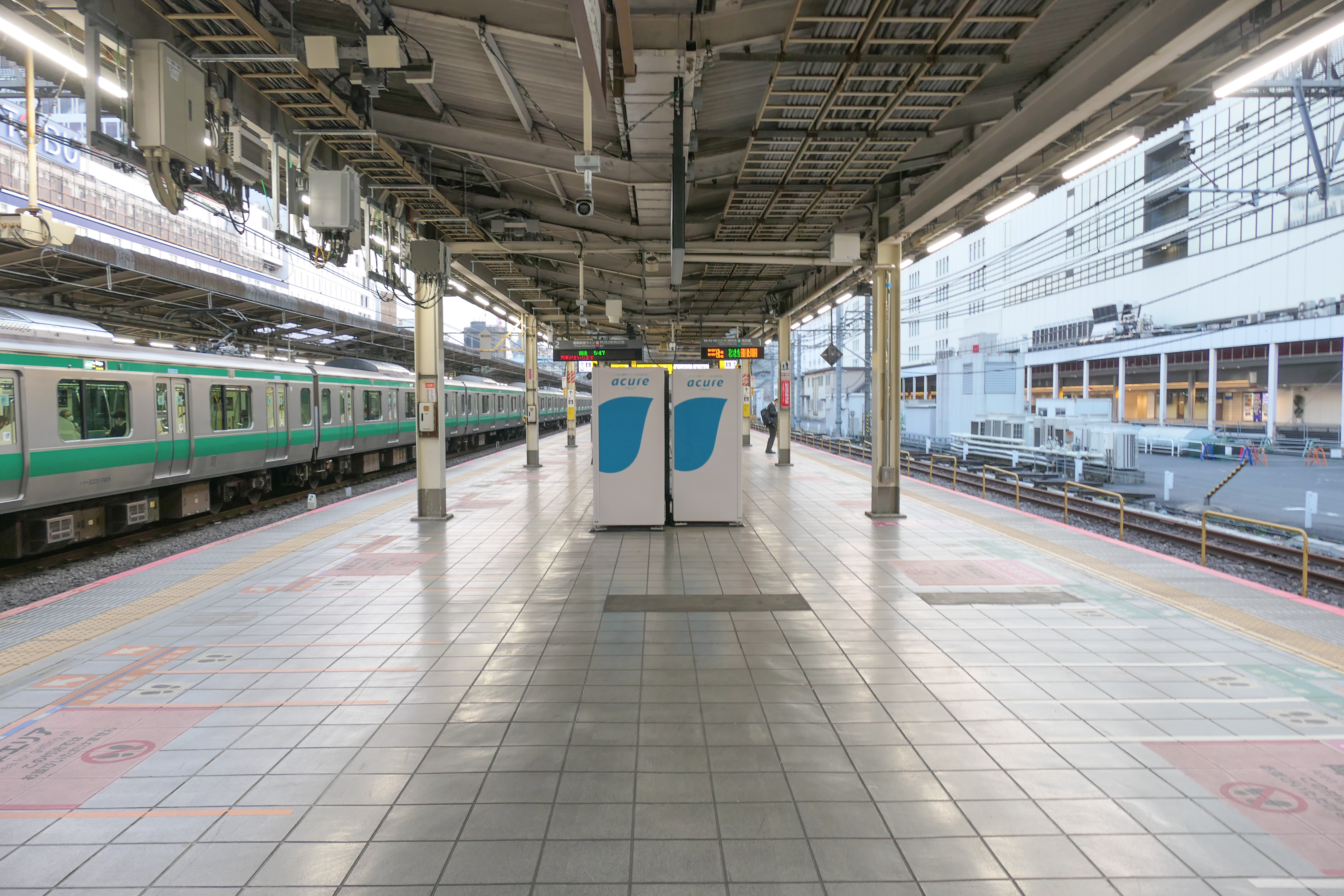
Bahnsteig 1/2
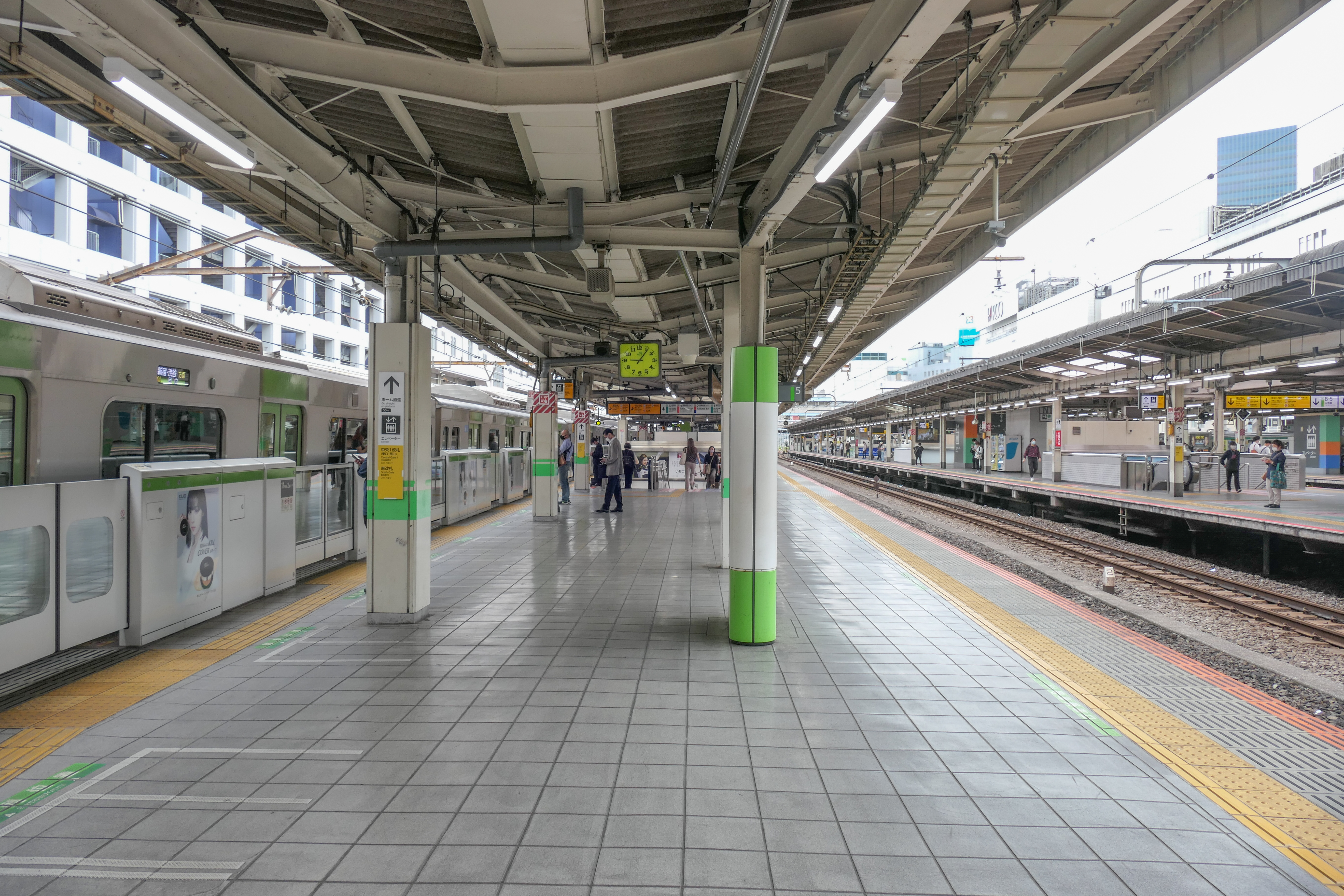
Bahnsteig 5/6

### Seibu Tetsudō
| 1–7 | ▉ Ikebukuro-Linie | Nerima • Tokorozawa • Hannō • Ogawamachi |

In einem Teil des Erdgeschosses des Seibu Department Store befindet sich der Bahnhofteil der Seibu Tetsudō, bestehend aus vier stumpf endenden Gleisen an je zwei Mittel- und Seitenbahnsteigen, die am nördlichen Ende durch einen Kopfbahnsteig miteinander verbunden sind. Die drei östlichen Gleise sind so angeordnet, dass der Ein- und Ausstieg über jeweils über separate Bahnsteige erfolgen kann (spanische Lösung). Das westliche Gleis ist den Seibu-Schnellzügen vorbehalten; er verfügt zwar nur über einen Bahnsteig, der aber länger ist als die anderen.

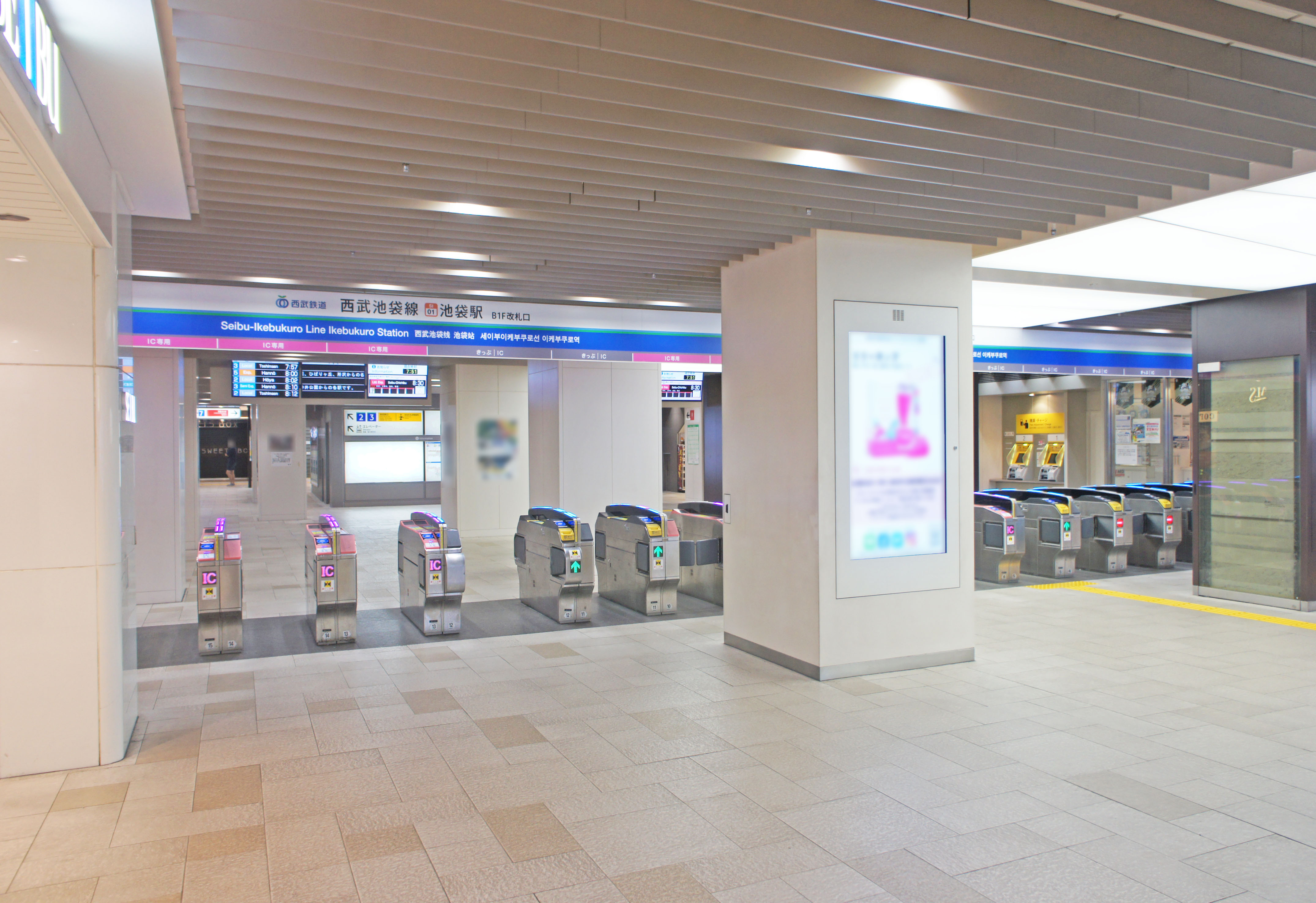
Zugang zum Seibu-Bahnhofteil
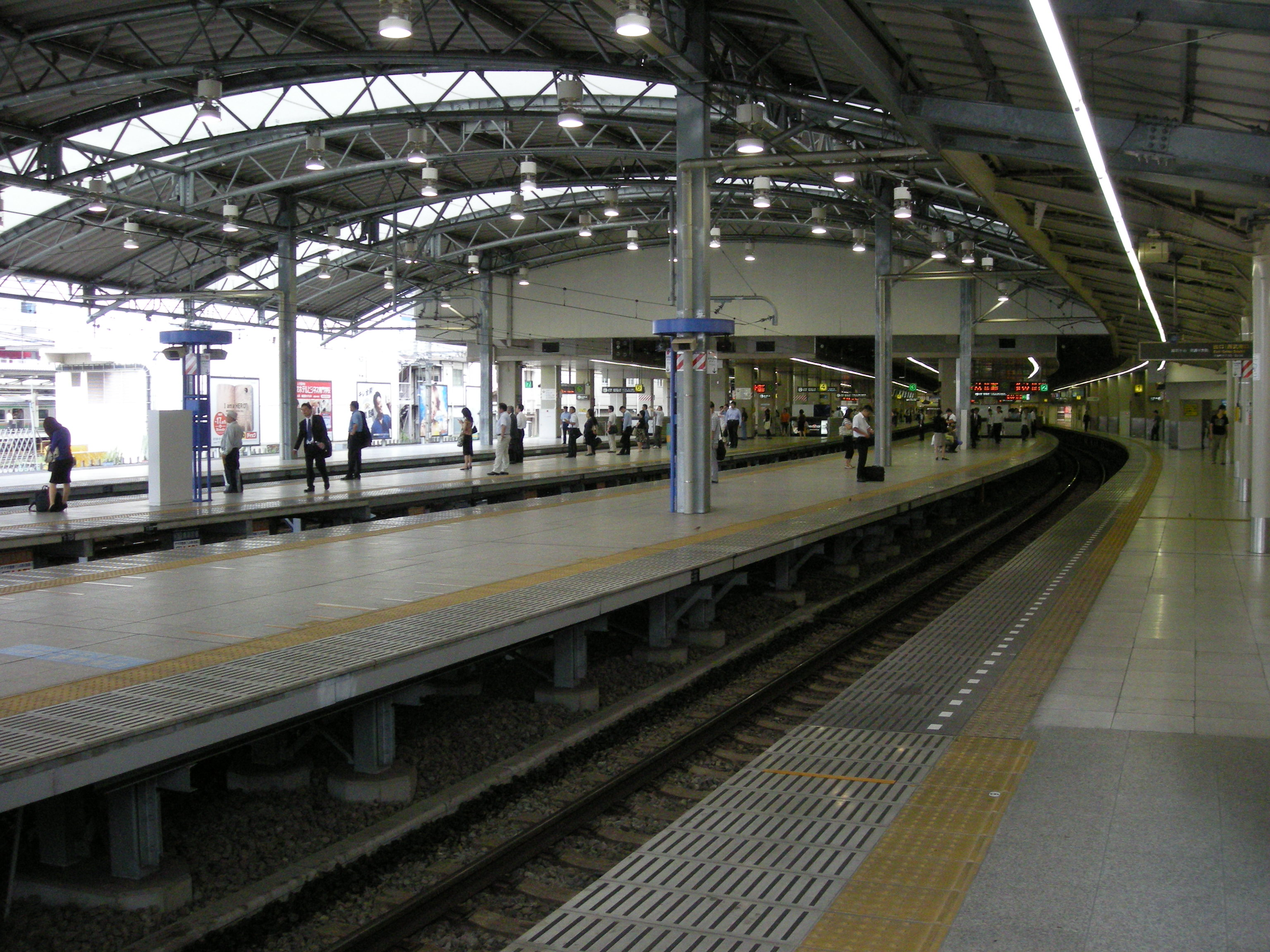
Seibu-Bahnhof
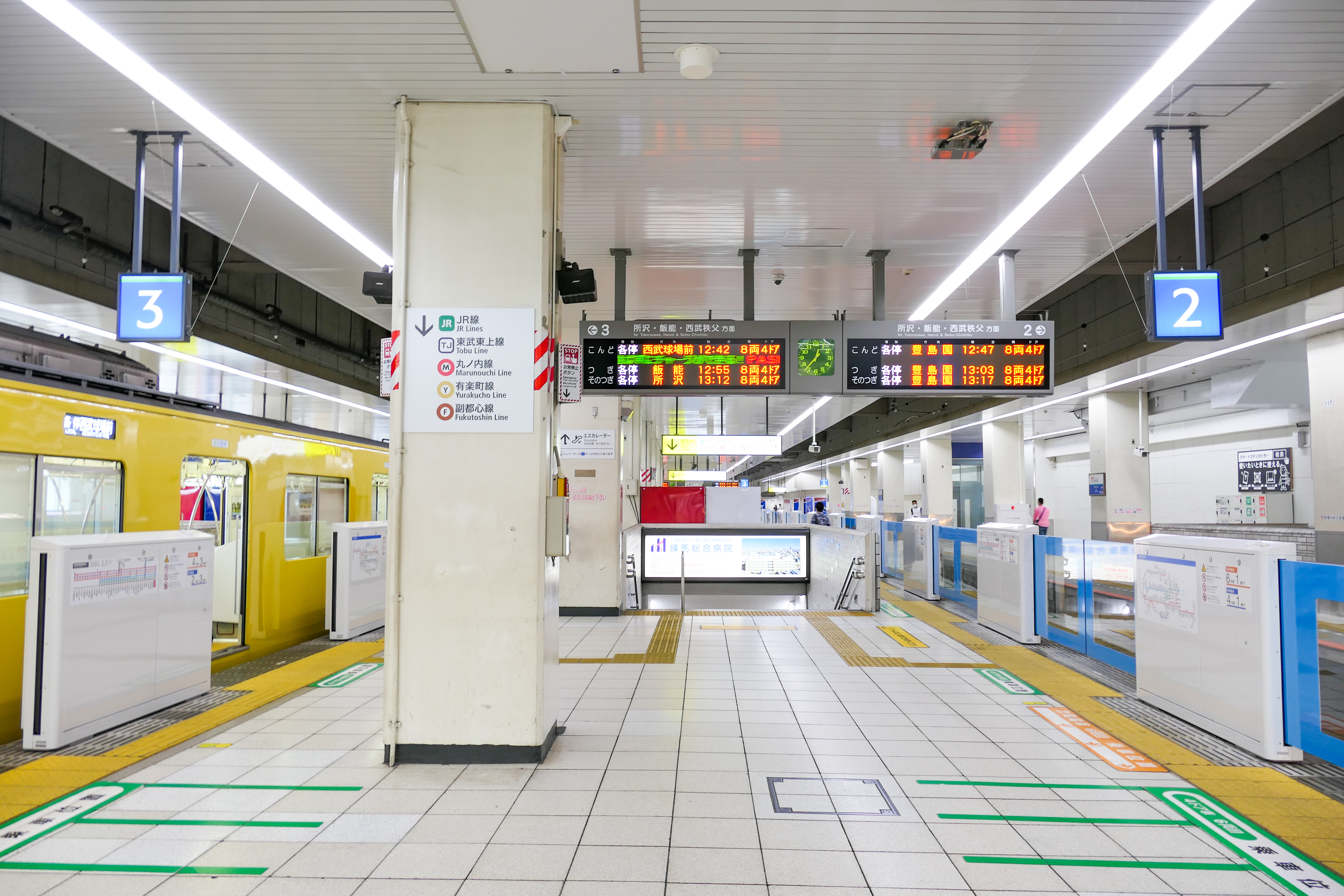
Bahnsteig 2/3
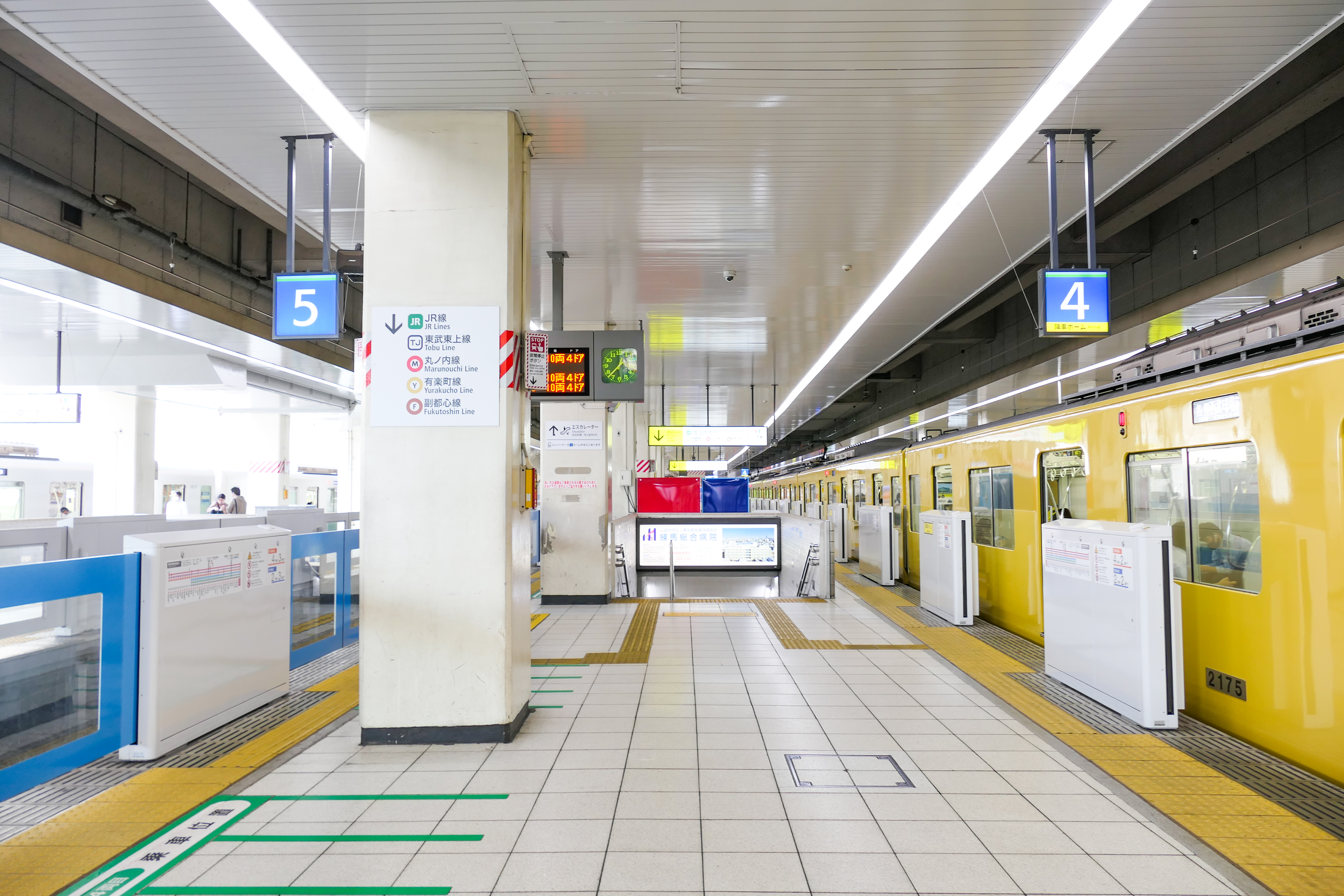
Bahnsteig 4/5
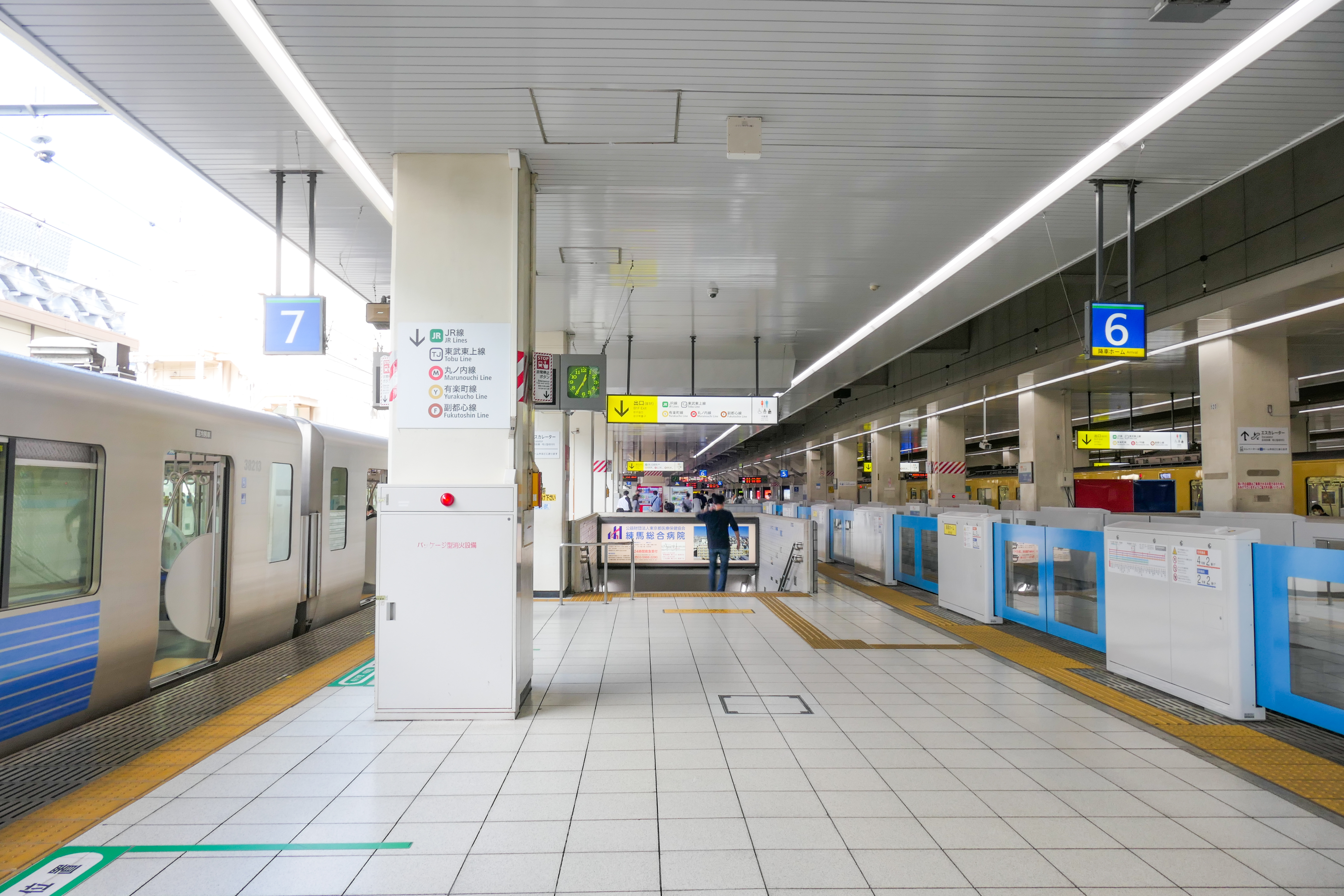
Bahnsteig 6/7

### Tōbu Tetsudō
| 1–5 | ▉ Tōjō-Hauptlinie | Wakōshi • Kawagoe • Sakado • Seibu-Chichibu |

Das Erdgeschoss des Tōbu Department Store ist der Standort des Bahnhofteils der Tōbu Tetsudō. Er besteht aus drei stumpf endenden Gleisen an einem Seiten- und zwei Mittelbahnsteigen, verbunden durch einen Kopfbahnsteig am südlichen Ende. Beim westlichen und mittleren Gleis wird ebenfalls die spanische Lösung ermöglicht, während der Zugang zum östlichen Gleis nur über den Seitenbahnsteig möglich ist.

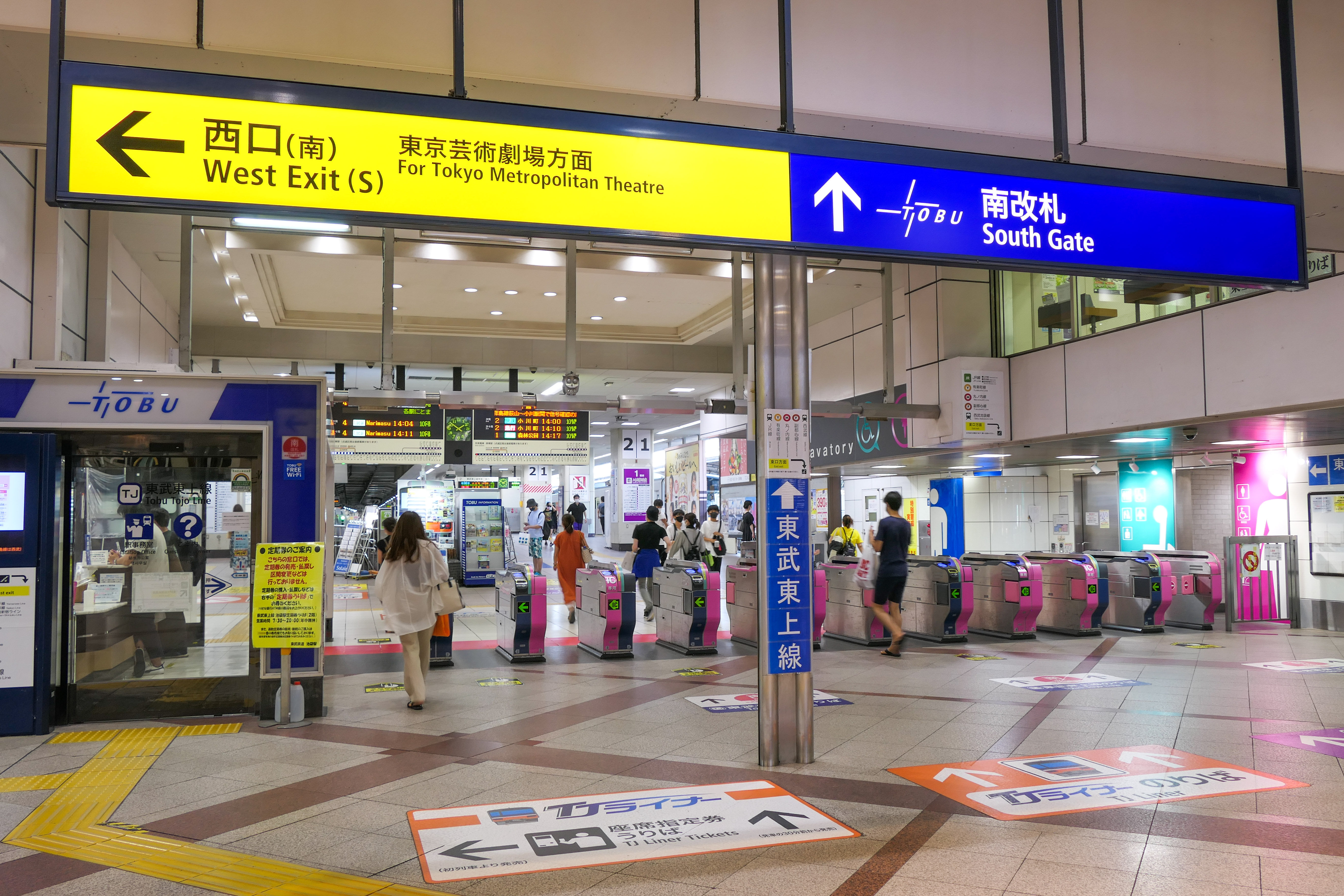
Zugang zum Tōbu-Bahnhofteil
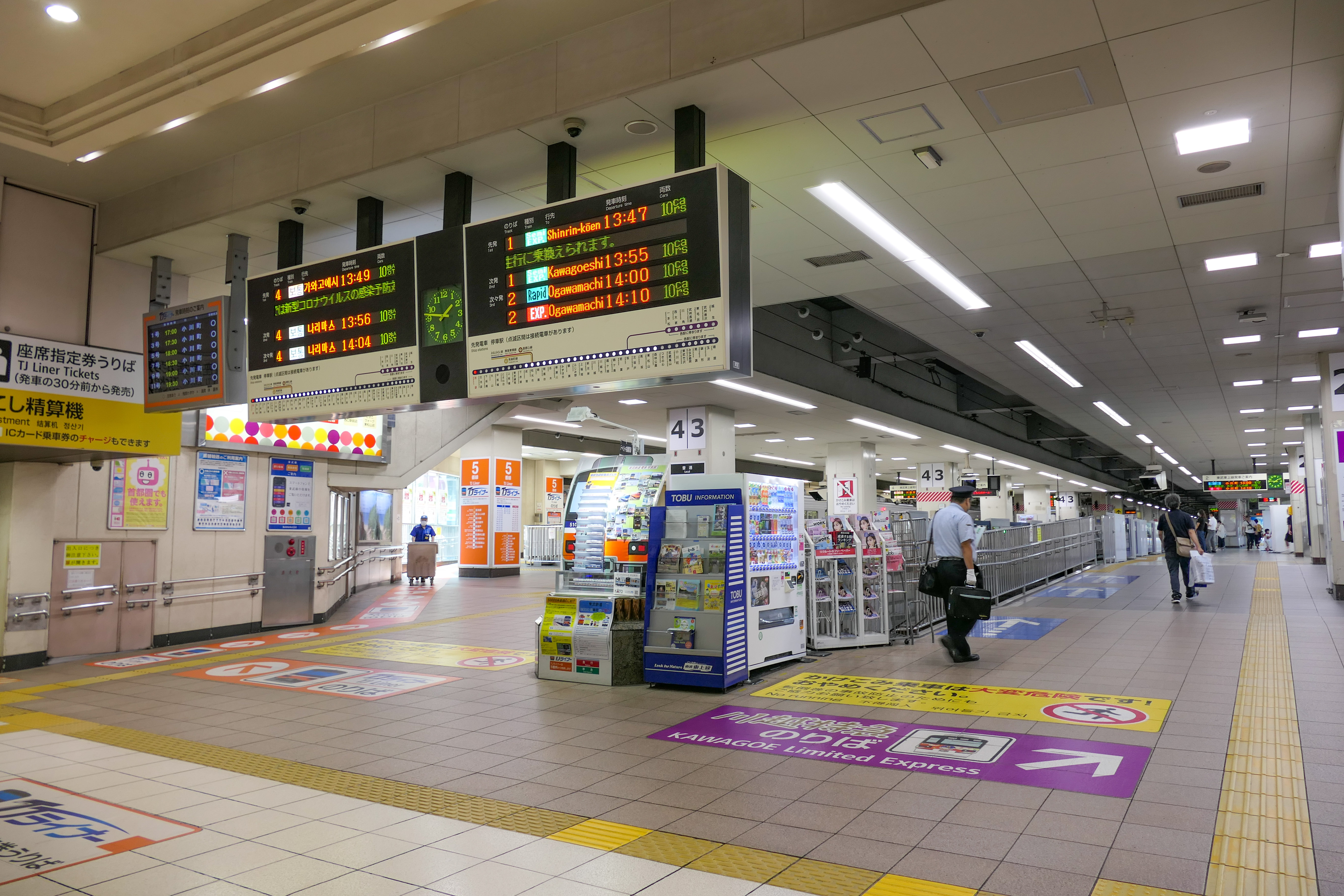
Tōbu-Bahnhof
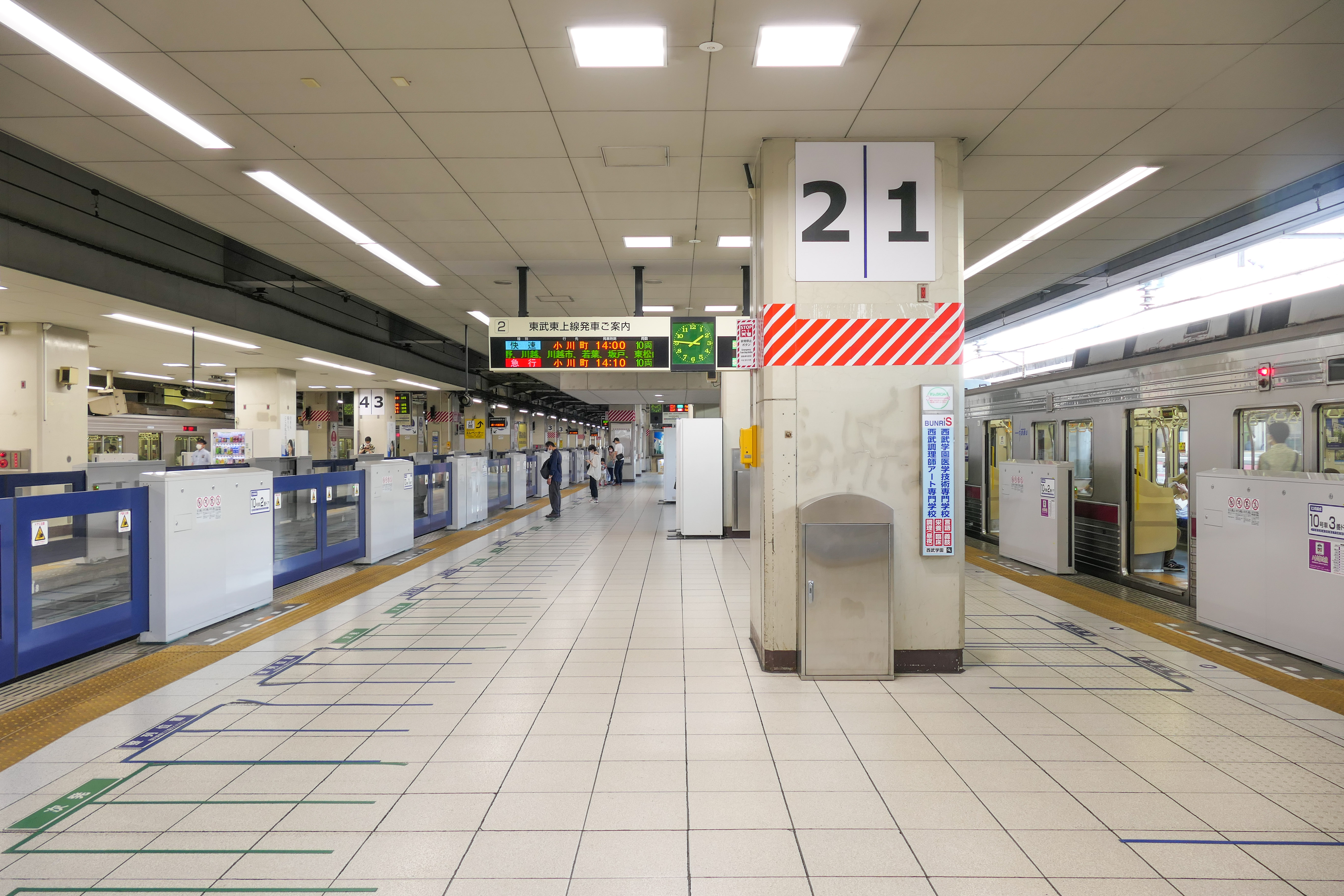
Bahnsteig 1/2
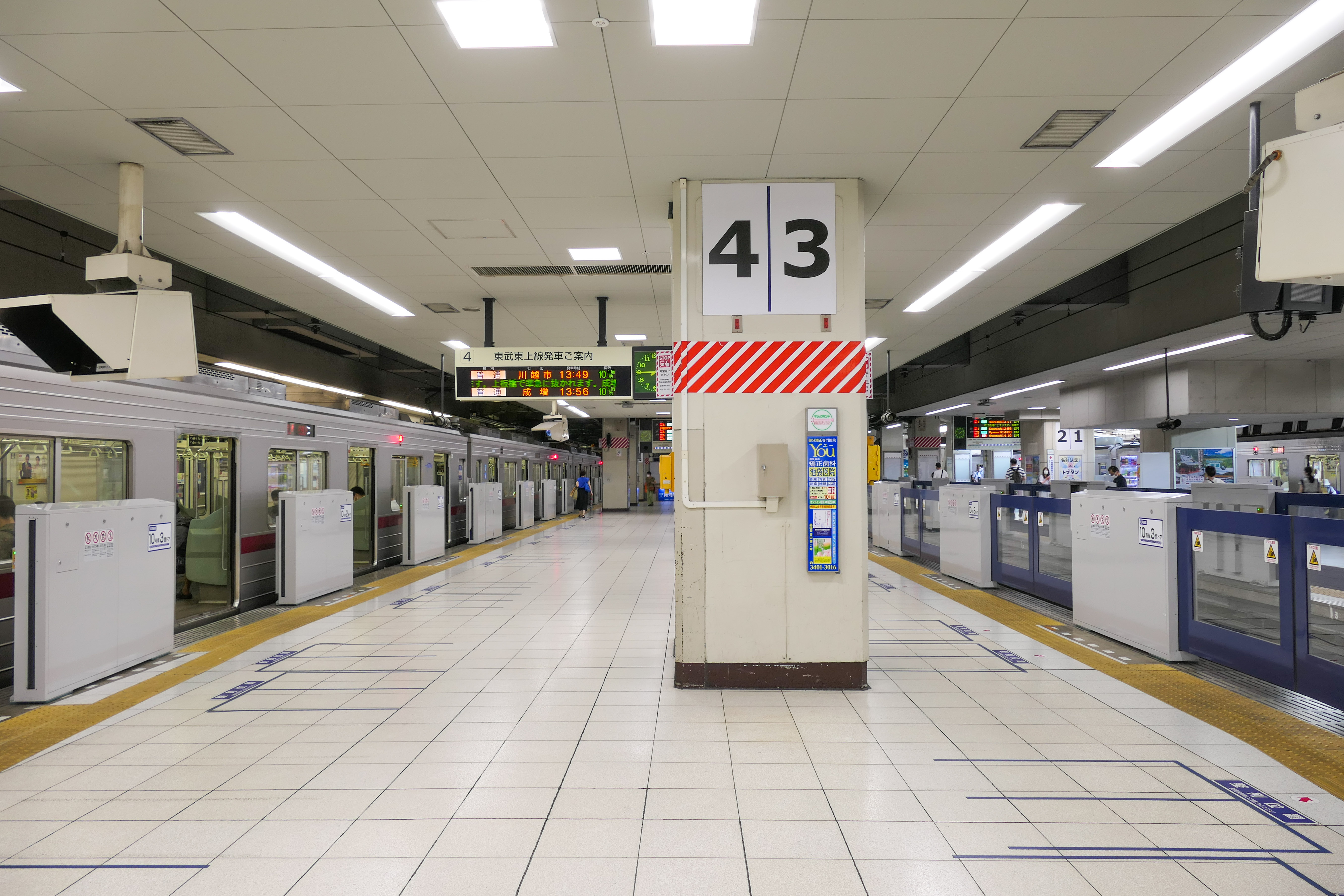
Bahnsteig 3/4
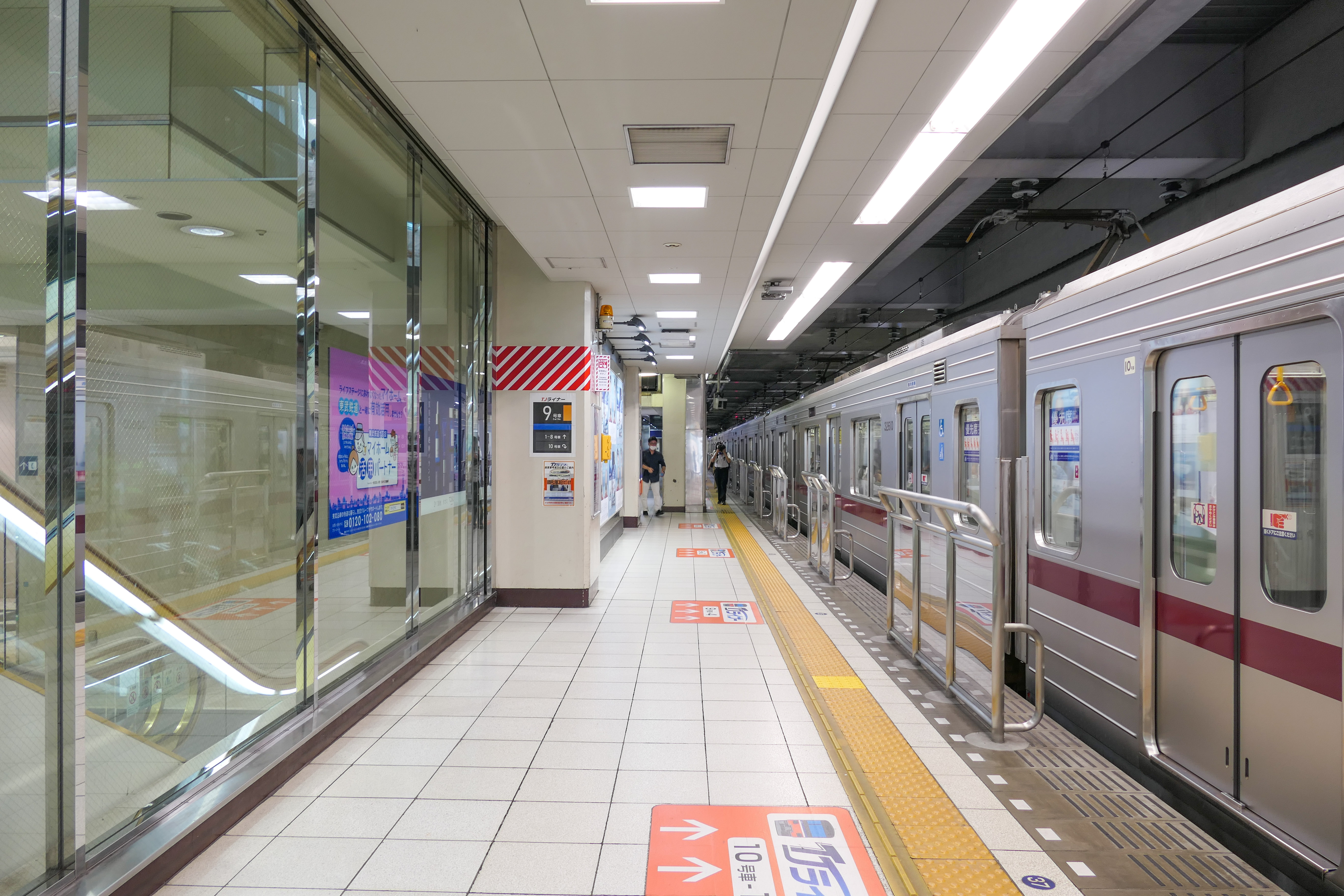
Bahnsteig 5

### Tōkyō Metro
| 1/2 | Marunouchi-Linie | Ōtemachi • Yotsuya • Shinjuku • Hōnanchō • Ogikubo                    |
| 3   | Yūrakuchō-Linie  | Iidabashi • Nagatachō • Yūrakuchō • Shin-Kiba                         |
| 4   | Yūrakuchō-Linie  | Kotake-mukaihara • Wakōshi • (Shinrin-kōen • Hannō)                   |
| 5   | Fukutoshin-Linie | Shinjuku-sanchōme • Shibuya • Hiyoshi • Yokohama • Motomachi-Chūkagai |
| 6   | Fukutoshin-Linie | Kotake-mukaihara • Wakōshi • (Shinrin-kōen • Hannō)                   |

Die Gleise der drei separaten U-Bahnhöfe sind durchgehend nummeriert. Der Kopfbahnhof der Marunouchi-Linie liegt unter dem JR-EastBahnhof, etwas südlich befindet sich der Durchgangsbahnhof der Yūrakuchō-Linie, an dem auch Züge der Seibu Yūrakuchō-Linie und durchgehende Züge der Tōbu Tōjō-Linie halten. Die Züge der Tōbu- und Fukutoshin-Linien, die westlich von Ikebukuro parallel zur Yūrakuchō-Linie weiterverlaufen, halten in einem eigenen Bahnhof unter der Westseite des Tōbu-Bahnhofs.

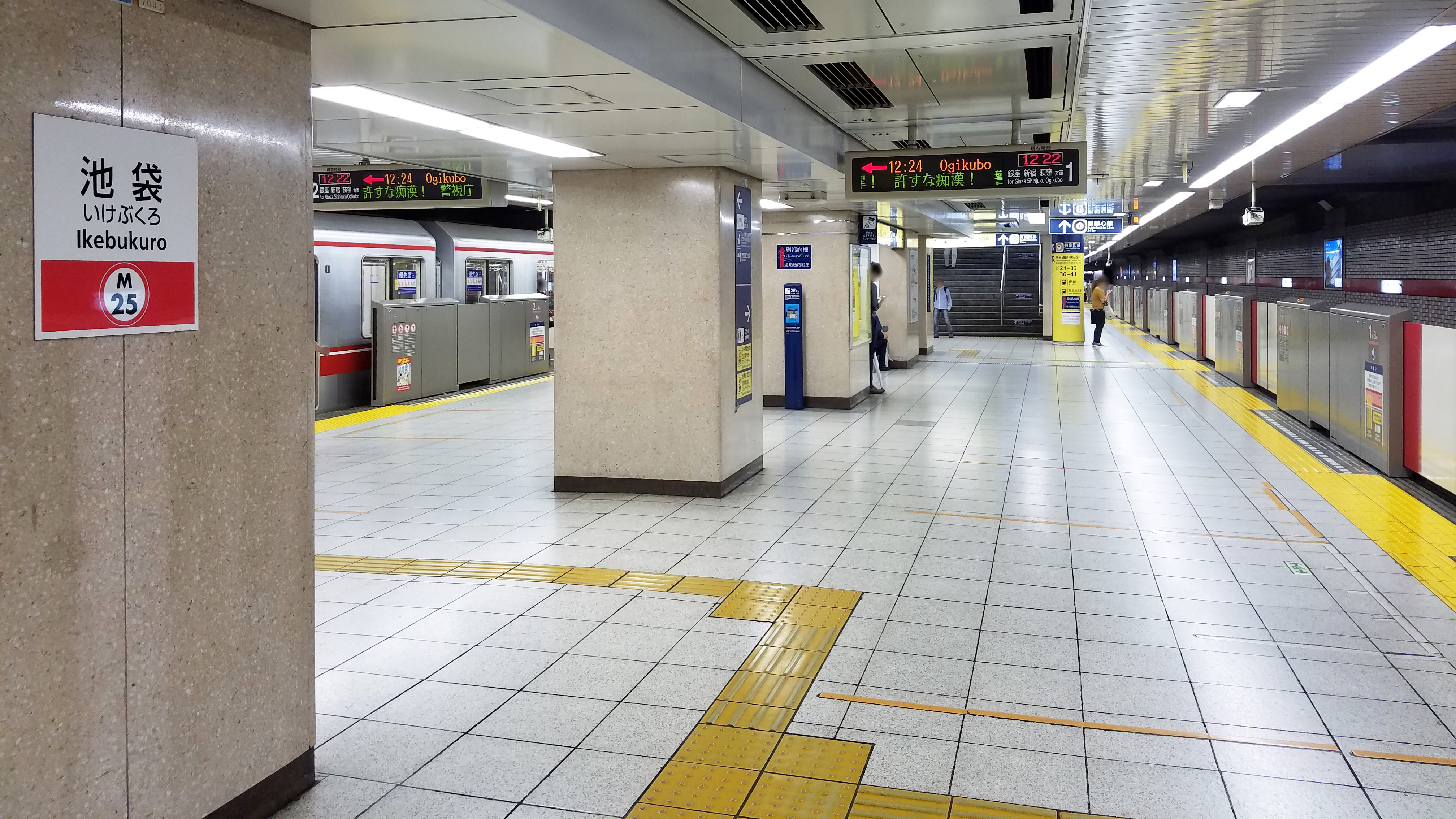
Bahnsteig der Marunouchi-Linie
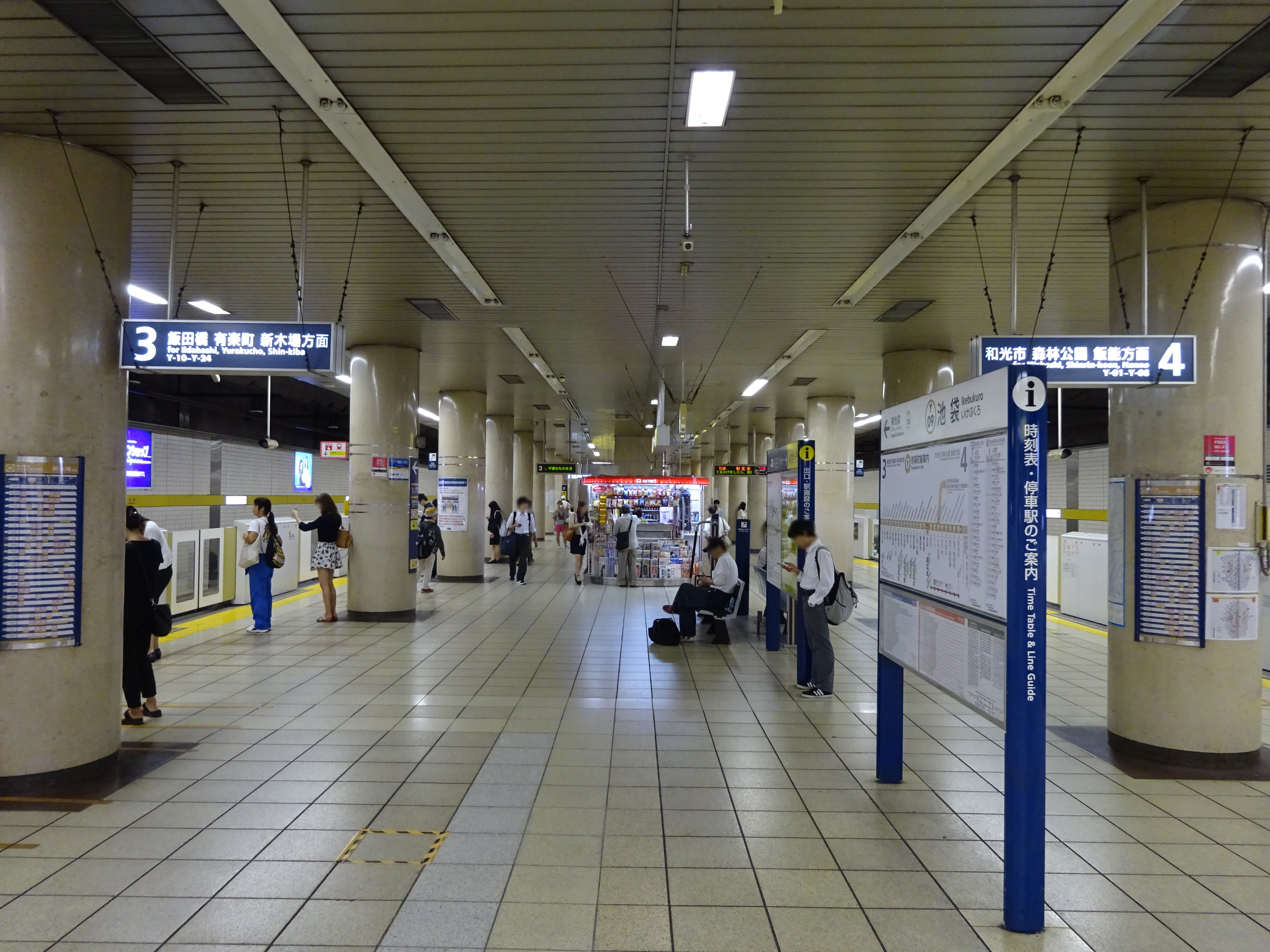
Bahnsteig der Yūrakuchō-Linie
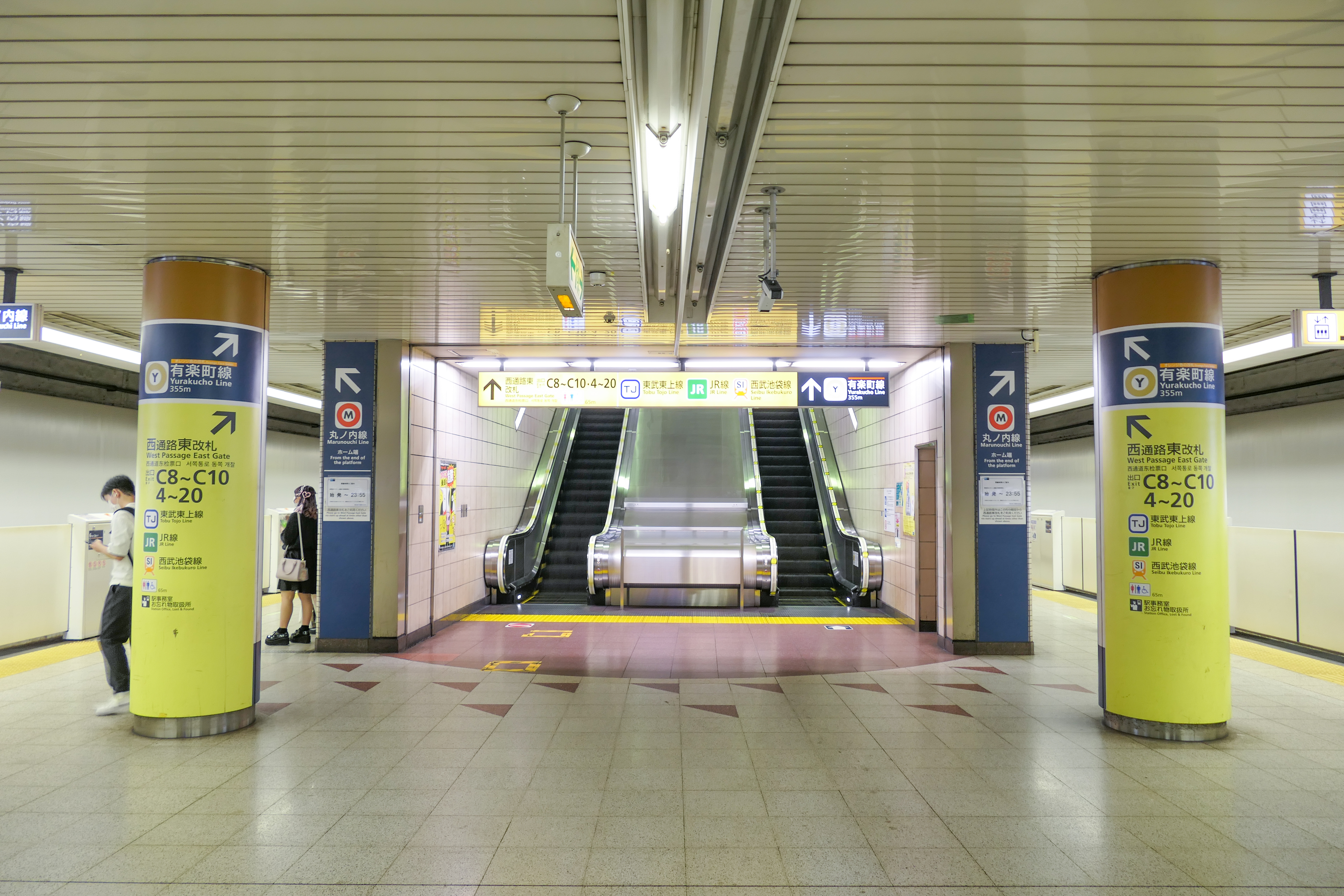
Bahnsteig der Fukutoshin-Linie

## Linien
| Verlauf der Saikyō-Linie |
| --- |
| Ōsaki • Ebisu • Shibuya • Shinjuku • Ikebukuro • Itabashi • Jūjō • Akabane • Kita-Akabane • Ukima-Funado • Toda-Kōen • Toda • Kita-Toda • Musashi-Urawa • Naka-Urawa • Minami-Yono • Yonohommachi • Kita-Yono • Ōmiya |

| Verlauf der Shōnan-Shinjuku-Linie |
| --- |
| Ōmiya • Urawa • Akabane • Ikebukuro • Shinjuku • Shibuya • Ebisu • Ōsaki • Nishi-Ōi • Musashi-Kosugi • Shin-Kawasaki • Yokohama • Hodogaya • Higashi-Totsuka • Totsuka • Ōfuna • Kita-Kamakura • Kamakura • Zushi |

| Verlauf der Yamanote-Linie |
| --- |
| Shinagawa • Ōsaki • Gotanda • Meguro • Ebisu • Shibuya • Harajuku • Yoyogi • Shinjuku • Shin-Ōkubo • Takadanobaba • Mejiro • Ikebukuro • Ōtsuka • Sugamo • Komagome • Tabata • Nishi-Nippori • Nippori • Uguisudani • Ueno • Okachimachi • Akihabara • Kanda • Tokyo • Yūrakuchō • Shimbashi • Hamamatsuchō • Tamachi • Takanawa Gateway • Shinagawa |

## Geschichte

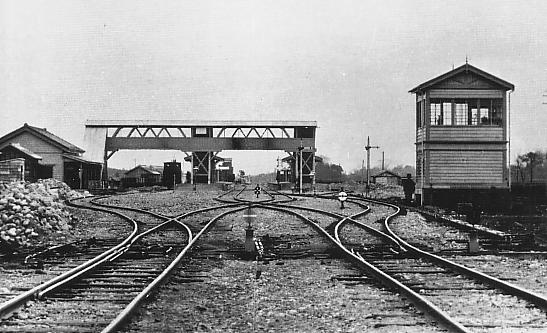
Der Bahnhof zu Beginn des 20. Jahrhunderts

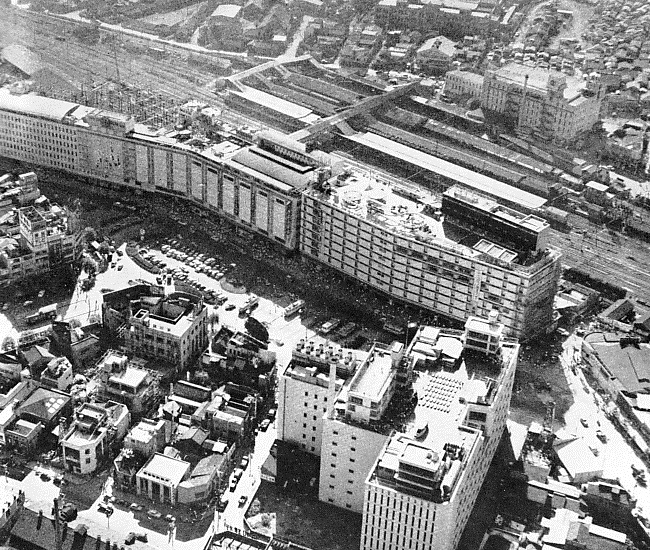
Bahnhof Ikebukuro um 1960

Die Nippon Tetsudō, Japans erste private Bahngesellschaft, nahm 1885 eine Strecke entlang dem damaligen westlichen Stadtrand von Tokio in Betrieb. Sie führte von Shinagawa nach Akabane und verband die Tōkaidō-Hauptlinie mit der Tōhoku-Hauptlinie. Die Gegend um Ikebukuro war damals noch vollständig ländlich geprägt, weshalb die Züge hier fast zwei Jahrzehnte lang ohne Halt durchfuhren. Als die Bahngesellschaft um die Jahrhundertwende eine Abkürzungsstrecke in Richtung Tabata plante, sollte sie ursprünglich geradlinig zwischen Mejiro und Sugamo verlaufen. Doch die hügelige Topografie hätte eine zukünftige Expansion erschwert. Aus diesem Grund verlegte die Nippon Tetsudō die Abzweigung nach Ikebukuro und eröffnete dort am 10. Mai 1902 eine Signalstation. Diese wertete sie kurze Zeit später zu einem Bahnhof auf, der am 1. April 1903 (am gleichen Tag wie die Strecke nach Tabata) eröffnet wurde. Der Bahnhof war zunächst dem Personenverkehr vorbehalten.
Als Folge des Eisenbahnverstaatlichungsgesetzes gelangte der Bahnhof am 1. November 1906 in die Zuständigkeit des Eisenbahnamtes, des späteren Eisenbahnministeriums. Eine Woche zuvor war der Güterumschlag aufgenommen worden. 1909 wurde für die Bahnstrecken nach Akabane und Tabata die gemeinsame Bezeichnung Yamanote-Linie eingeführt. Am 1. Mai 1914 eröffnete die Tōjō Tetsudō (eine Vorgängerin der Tōbu Tetsudō) eine Vorortbahn von Ikebukuro nach Kawagoe, den ersten Abschnitt der heutigen Tōbu Tōjō-Hauptlinie. Ursprünglich war Shimo-Itabashi als Tokioter Endstation vorgesehen; selbst heute befindet sich dort der Ausgangspunkt der offiziellen Kilometrierung, während Ikebukuro mit −1,9 km markiert ist. Der dazwischen liegende Abschnitt unterstand zu Beginn dem Kleinbahngesetz und galt rechtlich als Fortsetzung der Hauptlinie. Am 15. April 1915 eröffnete die Musashino Tetsudō die von Ikebukuro nach Hannō führende Musashino-Linie, 1935 das erste Kaufhaus am Bahnhof. Die Musashino-Linie ging 1940 in den Besitz der Seibu Tetsudō über und wird seit 1952 als Seibu Ikebukuro-Linie bezeichnet.
In der Endphase des Pazifikkriegs brannte das Bahnhofsgebäude am 13. April 1945 nach einem Luftangriff der United States Army Air Forces aus. Nachdem der Bahnhof während der Nachkriegszeit wieder instand gesetzt worden war, folgten ab den 1950er Jahren verschiedene umfangreiche Ausbauten. Ikebukuro erhielt Anschluss ans U-Bahn-Netz, als die Gesellschaft Eidan (heute Tōkyō Metro) am 20. Januar 1954 den ersten, nach Ochanomizu führenden Abschnitt der Marunouchi-Linie eröffnete. Der U-Bahnhof war zunächst nur provisorisch errichtet worden, die Inbetriebnahme des definitiven Bahnhofs erfolgte am 6. November 1960. Dadurch verlängerte sich die Strecke um etwa 200 Meter. Am 30. Oktober 1974 eröffnete die Eidan den ersten Abschnitt der Yūrakuchō-Linie zwischen Ginza-itchōme und Ikebukuro. Die Fertigstellung einiger Einrichtungen in Ikebukuro verzögerte sich jedoch, weshalb der neue U-Bahnhof zunächst provisorisch betrieben wurde. So konnte nur die Hälfte der Bahnsteiglänge genutzt werden. Der vollständig ausgebaute U-Bahnhof stand schließlich ab 20. August 1976 zur Verfügung. Ab 24. Juni 1983 führte die Yūrakuchō-Linie über Ikebukuro hinaus nordwestwärts bis nach Chikatetsu-narimasu.
1976 verlagerte sich der einst rege Güterverkehr von den parallel zur Yamanote-Linie verlaufenden Gleisen zur neu eröffneten Musashino-Linie. Der Güterumschlag in Ikebukuro ging daraufhin markant zurück, weshalb die Japanische Staatsbahn diesen aus Rationalisierungsgründen am 20. Mai 1980 ganz einstellte. Am 30. September 1985 nahm die Staatsbahn auf den nicht mehr genutzten Gütergleisen den Betrieb der Saikyō-Linie auf. Im Rahmen der Staatsbahnprivatisierung ging der Bahnhofteil der Yamanote- und Saikyō-Linie am 1. April 1987 an die neue Gesellschaft JR East über. Zur Entlastung der Yūrakuchō-Linie stand ab 7. Dezember 1994 zwischen Ikebukuro und Kotake-mukaihara eine zweite Doppelspur zur Verfügung, auf denen die züge der Seibu Yūrakuchō-Linie zu verkehren begannen. Auf diesen Zeitpunkt hin war auch der U-Bahnhof in Ikebukuro viergleisig ausgebaut worden. JR East nahm am 1. Dezember 2001 die Shōnan-Shinjuku-Linie in Betrieb. Am 14. Juni 2008 erfolgte die Eröffnung der Fukutoshin-Linie zwischen Ikebukuro und Shibuya.